# 成瀬瑛美
成瀬 瑛美（なるせ えいみ、年齢非公開、2月16日 - ）は、日本の女性アイドルで、でんぱ組.incの元メンバー。福島県郡山市出身。でんぱ組.incでのキャッチフレーズは「ハイテンションA-POPガール」、担当色は黄色。

## 略歴

### 生い立ち
郡山市にて、父、母、祖母、妹のいる5人家族の長女として出生。
母親が趣味で作品を描くほどの漫画好きであった影響から、自身も幼少期から漫画に興味を持つようになった。幼稚園から「りぼん」、「なかよし」、「ちゃお」、そして「週刊少年ジャンプ」の4誌をチェックしており、当時から将来の夢として漫画家を挙げていた。幼少期は周囲にアニメや漫画好きの者がいなかったため、自身を「最先端で超かっこいい」と思っていたと述懐している。幼稚園時代から大声で歌っており、親に「当時からうるさかった」と指摘される一方で、いわゆる「目立ちたがり屋」というタイプではなく、空気を読んですぐ引っ込んでしまうことが多かったため、クラスの中心に居るようなタイプにはならなかったという。
小学校進学後はSPEEDに憧れるようになり、当時の友人に声の高さを指摘されたことから、特に島袋寛子のパートを真似して歌っていた。一方で、漫画と比較するとアイドルに対してはあまり興味を抱かなかったとも述べており、「自分の中で漫画はカッコいいと思っていたが、アイドルをカッコいいと思ったことが一度もなかった」と述懐している。小学生時代から「東京大学物語」を愛読しており、過激な性的描写が多いながらも「こういう変な考え方を持って生きていい」ということに気付かされたという。また、当時の郡山市ではテレビアニメの放送が少なく、その中で個人的にさまざまなアニメを調べて視聴し「周囲が知らないアニメを私は知っている」という「謎の優越感」を得ていたと述べている。
小学校6年からバンドに興味を持ち始め、いとこから黄色のフェルナンデス・ZO-3を借り、バンドスコアを購入してコピーしていた。いわゆる「ロキノン系」と呼ばれるバンドに興味を持っていたと述べており、当時は定期試験で上位に入るとお小遣いが貰えるルールであったため、欲しいCDを買うために勉強を頑張ったとしている。同時に漫画への情熱も強くなっていき、「全ての作品を網羅してやろう」という気持ちが芽生え始める。売れている作品を調査したり同人活動に精を出す一方、インターネットにも触れ始め漫画雑誌の批評サイトを立ち上げたりしていた。この行動の根底には「将来的に漫画やアニメの業界に入りたい」という気持ちがあったとしており、「将来漫画家として成功するためにはどうすれば良いか」を考えるために、漫画雑誌の売れ行きや出版社の動向の調査・分析を行っていた。
福島県立安積黎明高等学校に進学した後はビジュアル系バンドに興味を持ち始める。バンドそのものが好きになったというよりは、それを追っかけている女の子達との繋がりを観察するのが面白かったのだという。高校在学中は中華料理店でアルバイトをしており、そこで得た給料で地元郡山のライブハウス「HIPSHOT JAPAN」へ通い詰めていた。その一方で、CDを買う余裕はあまりなかったとしており、放課後は毎日タワーレコード郡山店に通いながら試聴機コーナーのCDを全部聴いていたという。同様に郡山ビッグアイの展望台にも頻繁に通い詰め、景色を眺めながら「地元も大好きだが、いつかここを出てでかいことをしたい」と考えていたという。この中華料理店でのアルバイト経験は、後にメイド喫茶で働くにあたっての礎になったとしている。

### メイド喫茶
高校卒業後は、漫画やアニメの仕事に就きたいという理由で都内の美術系大学へ進学した。しかし、自分に美術の才能がないことに気付き引きこもり状態に陥り、半年ほどオンラインゲームしかしなかったという。貯金が底をつき始めたため、「働かなければならない」ことをゲーム内のチャットで相談したところ、メイド喫茶でのアルバイトを勧められ、インスピレーションを感じ、すぐに秋葉原のメイド喫茶で働き始めた。前述した中華料理店でのアルバイトでは、客とコミュニケーションを取ることが非常に楽しく、自分と会話したあと幸せそうに帰っていく人々を見て感銘を受けた経験から、メイド喫茶では絶対に成功する自信があったという。
実際にメイド喫茶での勤務は性に合っており、自分の天職であると感じ、秋葉原へ骨を埋めようとすら思ったという。また、それまで人前で歌った経験はなかったが、店長に頼んでステージを設けてもらい、ライブを行った。当時も「アイドルになりたい」という気持ちは持っておらず、ただ人前で歌って盛り上がっていくのが楽しかったのだという。後にでんぱ組.incのメンバーとなる夢眠ねむは、デビュー前の美大生時代にメイド喫茶へ行った際、成瀬の接客を受けた経験がある。夢眠は美術に関して悩んでいた時期であったが、成瀬による手厚い接客を受けて「これは説明書きの要らない作品だ」「このようなダイレクトに幸せになるものを美術に取り入れた方が未来は明るい」と感じ、一緒にメイドとして勤務するようになった。
その頃から、客より「個性的で変な子が集まっている店ができた」「よく分からないがパワーの凄い店がある」という情報を得てライブ&バー「秋葉原ディアステージ」の存在を知り、再びインスピレーションを感じて「ここなら毎日歌える」「ここに行けば絶対将来なにか起きる」と思い、2008年6月にメイド喫茶を退職した。1回目の応募では不採用になり、まんだらけでのアルバイトやインディーズでのアイドル・バンド活動と並行しつつ応募し続け、2009年の夏に3回目の応募で採用された。

### デビュー

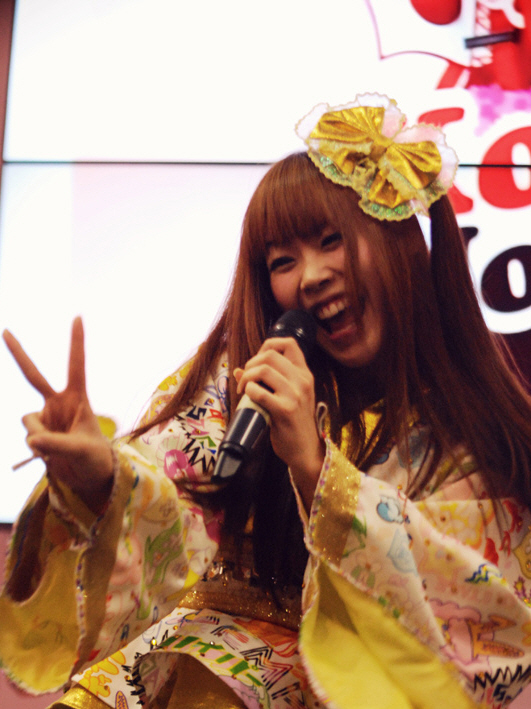
Indonesia Fashion Week 2013にて

当時の成瀬は、アニソンシンガーになりたいという夢を持っており、ディアステージへ入店した理由もそれが主軸であった。前述の通りアイドルになりたいという気持ちは全く持っておらず、むしろアイドルはカッコ悪いというイメージを持っているほどであった。入店時は既に「でんぱ組.inc」は結成されており、SHIBUYA BOXXで開催された初ステージも目の当たりにしているが「正直、自分とはかけ離れている感じがした」と述べている。一方、古川未鈴とはアイドルユニット「水玉おんらいん」を結成し、活動を行っていた。
入店してから1年程経ったところで、プロデューサーであるもふくちゃん（福嶋麻衣子）から「えいちゃん入りなよ〜」と誘われ、2010年6月3日に跡部みぅと共にでんぱ組.incへ加入。当時は加入を決めたきっかけとして「（アニソンで知られる）畑亜貴や小池雅也が作詞作曲を手がけた楽曲を持っているグループである」という理由が強く、当初はソロ志向が強いまま活動を行っていた。
加入して1 - 2年は何回も辞めようと思っていたが、後にファッション関係の仕事が増えていったり、「最前ゼロゼロ」のライブあたりから「秋葉原以外の人間がでんぱ組.incを面白がってくれるような実感」から急激に手応えを感じ始め、でんぱ組.incをメインに尽力するようになったという。また、加入前のでんぱ組.incは全体的におとなしいイメージであり「自分には合わない」と感じていたが、加入後に「わっほい? お祭り.inc」などの「明るくはっちゃけた感じ」の楽曲が制作され、自分のイメージに合っていたことから「ひょんな気持ちで加入してしまったが、（グループのカラーを変えたという意味では）もしかして入って良かったのかもしれない」と感じたと述べている。そして、2011年1月28日には「えいたそ」から「成瀬瑛美」に改名した。

### 活動
2015年1月から3月に放映されたテレビアニメ『ドアマイガーD』では法堂アンナ役として声優出演。同年5月にはフジテレビオンデマンドにて『でんぱ組.inc 成瀬瑛美がアゲアゲでマンガを紹介する番組』の配信が開始。これは成瀬による「初の冠番組」として報じられた。2016年6月 - 7月には、テレビドラマ『OLですが、キャバ嬢はじめました』にレギュラー出演した。
2017年11月、ミュージカルコメディの舞台『ハッピーマーケット！』で主要な役を務めた。2018年5月には、舞台『信長の野望・大志-春の陣-天下布武〜金泥の首編〜』に出演した。2018年2月からは、ブランド『BABYUUN（バビューン）』を立ち上げ、プロデュースする。スウェットを中心としたカラフルなアイテムを展開している。
2019年2月から2020年1月まで朝日放送テレビ・テレビ朝日系列で放送されたテレビアニメ『スター☆トゥインクルプリキュア』では主人公の星奈ひかる/キュアスター役を担当する。現役のアイドルがプリキュアシリーズの主人公を演じるのは史上初となり、同シリーズのファンを公言していた成瀬は発表時のコメントで「本当に大好きなプリキュアだからこそ、演じることにとても不安でいっぱいです。でもそれ以上に本当に本当に幸せで、見てる人に元気になってもらえるようにプリキュアとして、精いっぱい飛びっきりのキラやば〜っ☆なキャラクターを演じていきたいです」と語っている。元々はでんぱ組.incでの担当色と同じ色であるキュアソレイユ役でオーディションに挑んだものの、シリーズディレクターの宮元宏彰の勧めによりひかる役のオーディションも受けることになり、それが「ひかるっぽい」と判断されて、ひかる役に抜擢された。
2020年11月16日、この日行われた配信ライブ及び自身のTwitterにて、でんぱ組.incを卒業することを発表した。2021年2月15日・16日に行われた卒業公演「ウルトラ☆マキシマム☆ポジティブ☆ストーリー!! 〜バビュッといくよ未来にね☆〜」がメンバーとして最後の出演となり、卒業後はソロとして歌手・声優活動を行っていくことになった。2022年7月31日をもってこれまで所属してきたディアステージを退所、翌8月1日より一二三に移籍したことを同日付で発表した。
2024年1月、でんぱ組.inc時代からの目標だった地元福島県の観光大使「あったかふくしま観光交流大使」に就任。

## 人物
とりわけ「明るいキャラクター」として知られ、でんぱ組.incメンバーにおける「太陽」であると形容される。トイズファクトリーの社長がディアステージへ来店した際、成瀬の接客がきっかけとなってでんぱ組.incのメジャーデビューが決定したという「伝説」がある。基本的にポジティブ思考であるが、一度ネガティブに落ちてしまったらそのまま戻ってこれないような気がして怖い旨を述べており、落ちることがないように注意して生きているという。
好きな食べ物はカキフライ、生牡蠣、わらびもち、ウナギ、カニミソ、プリン、オムライス。タコアレルギーである。ラップを得意としており、しばしば楽曲でも披露される。好きな言葉・口癖は「バビューン!（BABYUUN!）」。
メイド喫茶でバイトしていた際は、来店した人全員を幸せにするために必ず「どんなものが見たくてここに来ているのか」を観察・分析しながら接客をしていた。前述の夢眠ねむが来店した際は、彼女が何の目的で来ているのか全く分析できなかったとも、「研究」のために来ている感じで他の客とはオーラが違っていたとも述べている。
芸名は漫画「ラブひな」のヒロインである「成瀬川なる」を由来としており、「成瀬川なるのようになりたい」という思いを込めて「成瀬」の2文字を拝借し、そこに本名である「瑛美」を付け足したものである。また、アイドル・成瀬瑛美というキャラクターは、素の自分と少女漫画や少年漫画に登場した理想のヒロインをミックスして成り立っているとしており、『きんぎょ注意報!』の主人公・わぴこの影響をかなり受けているとしている。
人生最初の記憶は「黄色のハサミを持って紙を切り抜き、星を作って並べている」ところ。黄色だったのは偶然であるという。

### 趣味・漫画について
自身の趣味については「趣味が移り変わっていくというより、趣味がどんどん付け足されていく感じ」であると述べている。「好奇心を抑えてはいけない」「いつ死ぬか分からないので、全部趣味を楽しむしかない」「誰かが何かを提供してくれたら、とりあえずそれに乗っかる」という考えを持っている。
「私は苦手な漫画というものがない」と述べており、「読んでみて自分の趣味志向に合わない漫画であったとしても、それはそれで自分の貴重な読書体験として確実に感情を動かされたということになるので、読んで良かったと思える」という考えを持っている。成瀬にとっての漫画は「無いと生きていけないもの」という感覚に近く、趣味や娯楽というより完全に生活に組み込まれてしまっている旨を述べている。
漫画の連載を持つことを個人的な最終目標としている。

### でんぱ組.incメンバーとして
プロデューサーの福嶋によれば、でんぱ組.incの活力の根底にあるのは「負のパワー」であり、それを浄化し「ポジティブに変換」させることによって成長を促してきたと述べているが、その教育で最も手のかからなかったのは成瀬であったとしている。福嶋は、成瀬がディアステージへ入店した瞬間から「でんぱ組.incに入れたい」「彼女のキャラクター、声、あの感じがまさしくでんぱ組として相応しい」と感じていたという（成瀬はディアステージの採用面接に2回落ちているが、これは福嶋が面接に参加していなかったためであるとしている）。
前述した通り、当初のでんぱ組.incはおとなしい、しっとりしたイメージであったため、予てから福嶋は「電波ソングを歌うのにこれではダメだ」と感じており、その中で成瀬の加入が決まった際には「足りなかったピースがこれで埋まると思った」と述懐している。成瀬は、当初2人組として結成された前身のアイドルユニット「でんぱ組」から6人体制の「でんぱ組.inc」へ発展していく中での、グループのイメージを担う中枢に近いメンバーであるとしていた。

## 作品

### シングル
- 「I WILL BE WITH YOU」（2014年12月27日、DearStage Records.、MJDS-1029）
- 「LIFE of LIFE of LIFE!/ハートフルフル・超冒険記」（2022年4月27日、DearStage Records.、MJDS-1225）

### 配信シングル
- 「ハートフルフル♡超冒険記」（2022年2月16日、DearStage Records.）

### 参加作品
- 『アニメ☆ダンスBEST GIG』（2010年5月26日、FARM RECORDS、FARM-0222）
  1. 「Glossy:MMM」/ 水玉おんらいん - カバー。水玉おんらいん初のCD音源。
- 『JOYSOUND presents アニソントランス ラボラトリー 〜ファースト レポート〜』（2011年3月2日、ユニバーサルミュージック、初回限定盤 UICZ-9044、通常盤 UICZ-4242）
  1. 「侵略ノススメ☆」/ 成瀬瑛美（ボーカル参加）
  2. 「はっぴぃ にゅう にゃあ」/ 霧島若歌 with 水玉おんらいん
- 『TVアニメ/データカードダス アイカツ! 挿入歌ミニアルバム FOURTH PARTY!』 STAR☆ANIS（2013年6月26日、ランティス、LACA-15306）
  1. 「Wake up my music」/ りさ・えいみ
- 『TVアニメ/データカードダス アイカツ！ ベストアルバム Calendar Girls』（2014年4月9日、ランティス、LACA-9350・LACA-9351）
  1. 「Wake up my music 〜いちご&りんご Ver.〜」/ わか・えいみ
- 『ツキイチ！〜DearStage 2014〜』（2015年、DearStage Records、PPTF-8076）
  1. 「ディアステに行こう！」/ ディアステのみんな
  2. 「I Will Be With You」/ 成瀬瑛美
  3. 「Dear Stage」/ ディアステのみんな
- 「わたしを旅行につれてって」（2017年7月12日、テイチクエンタテインメント、初回限定盤B TECI-569、通常盤 TECI-570）/ 寺嶋由芙
  1. 「夏'n ON-DO」- 合いの手でコーラス参加。
- 『映画 プリキュアミラクルユニバース オリジナル・サウンドトラック』（2019年3月13日、マーベラス、MJSA-01270）
  1. 「スターカラーペンダント!カラーチャージ!」 / キュアスター（CV：成瀬瑛美）、キュアミルキー（CV：小原好美）、キュアソレイユ（CV：安野希世乃）、キュアセレーネ（CV：小松未可子）
- 『スター☆トゥインクルプリキュア オリジナル・サウンドトラック1 プリキュア・トゥインクル・サウンド!!』（2019年5月29日、マーベラス、MJSA-01274）
  1. 「スターカラーペンダント!カラーチャージ!」 / キュアスター（CV：成瀬瑛美）、キュアミルキー（CV：小原好美）、キュアソレイユ（CV：安野希世乃）、キュアセレーネ（CV：小松未可子）
  2. 「スターカラーペンダント!カラーチャージ!（キュアスター・ヴァージョン）」 / キュアスター（CV：成瀬瑛美）
- 『スター☆トゥインクルプリキュア イメージソングファイル』（2019年8月21日、マーベラス、MJSA-01275）
  1. 「キラリ☆彡スター☆トゥインクルプリキュア（5 PRECURE Ver.）」 / キュアスター（CV：成瀬瑛美）、キュアミルキー（CV：小原好美）、キュアソレイユ（CV：安野希世乃）、キュアセレーネ（CV：小松未可子）、キュアコスモ（CV：上坂すみれ）
  2. 「イマジネーション☆ハレーション☆彡」 / 星奈ひかる（CV：成瀬瑛美）
- 「夢の砂〜a theme of @JAM〜」（2019年8月）/ @JAM ALLSTARS 2019［奥津マリリ（フィロソフィーのダンス）、吉川友、成瀬瑛美（でんぱ組.inc）、ぺいにゃむにゃむ（二丁目の魁カミングアウト）、まえだゆう（predia）※50音順］-『@JAM EXPO 2019』のテーマソングで、各先行予約チケットに付属[65]。
- 「『映画スター☆トゥインクルプリキュア ～星のうたに想いをこめて～』主題歌シングル」（2019年10月16日、マーベラス、MJSS-09249〜50/MJSS-09251）
  1. 「Twinkle Stars」 / キュアスター（CV：成瀬瑛美）、キュアミルキー（CV：小原好美）、キュアソレイユ（CV：安野希世乃）、キュアセレーネ（CV：小松未可子）、キュアコスモ（CV：上坂すみれ）
- 『スター☆トゥインクルプリキュア オリジナル・サウンドトラック2 プリキュア・サウンド・イマジネーション!!』（2019年12月18日、マーベラス、MJSA-01278）
  1. 「スターカラーペンダント!カラーチャージ!（クインテット・ヴァージョン）」 / キュアスター（CV：成瀬瑛美）、キュアミルキー（CV：小原好美）、キュアソレイユ（CV：安野希世乃）、キュアセレーネ（CV：小松未可子）、キュアコスモ（CV：上坂すみれ）
- 『スター☆トゥインクルプリキュア ボーカルベスト』（2020年1月22日、マーベラス、MJSA-01280）
  1. 「キラリ☆彡スター☆トゥインクルプリキュア（5 PRECURE Ver.）」 / キュアスター（CV：成瀬瑛美）、キュアミルキー（CV：小原好美）、キュアソレイユ（CV：安野希世乃）、キュアセレーネ（CV：小松未可子）、キュアコスモ（CV：上坂すみれ）
  2. 「Twinkle Stars」 / キュアスター（CV：成瀬瑛美）、キュアミルキー（CV：小原好美）、キュアソレイユ（CV：安野希世乃）、キュアセレーネ（CV：小松未可子）、キュアコスモ（CV：上坂すみれ）
  3. 「スターカラーペンダント!カラーチャージ!（キュアスター・ヴァージョン）」 / キュアスター（CV：成瀬瑛美）
  4. 「スターカラーペンダント!カラーチャージ!（クインテット・ヴァージョン）」 / キュアスター（CV：成瀬瑛美）、キュアミルキー（CV：小原好美）、キュアソレイユ（CV：安野希世乃）、キュアセレーネ（CV：小松未可子）、キュアコスモ（CV：上坂すみれ）
  5. 「スターカラーペンダント!カラーチャージ!（スペシャル・ヴァージョン）」 / キュアスター（CV：成瀬瑛美）、キュアミルキー（CV：小原好美）、キュアソレイユ（CV：安野希世乃）、キュアセレーネ（CV：小松未可子）、キュアコスモ（CV：上坂すみれ）
- 「祭月夜」（2021年10月28日）、恋汐りんご 、IOSYS （ゲーム『東方LostWord』）
- 『Cheer球部！トップオブダイヤモンド 2nd Battle CD「薄紅のカノン / アーティスティック☆ドリーマー」』（2022年03月30日、Lantis、LACA-15943）
  1. 「アーティスティック☆ドリーマー」 / 白波瀬凪々海（CV：周央サンゴ）、白波瀬万裕（CV：星咲花那）、白波瀬千裕（CV：成瀬瑛美）、白波瀬みらん（CV：佐々木李子）

### 映像作品
- スター☆トゥインクルプリキュア はじめてのDVD（2019年2月）- 「1話をみてDVDゲットキャンペーン」店頭にて小学生以下に合言葉で配布。

### 楽曲提供
- 「ドラマティックにどうぞバビュ(*´∀`*)/!☆」/ トキメキのカラフルハッピーフラワーズ!☆[† 7]（2017年9月）- 作詞・作曲：成瀬瑛美、編曲：PandaBoY、MV監督：成瀬瑛美（アドバイザー：夢眠ねむ）[66]。

## 出演

### 主なライブ
- 風とロック芋煮会2017. KAZETOROCK IMONY COSMO（2017年9月9日・10日、白河市しらさかの森スポーツ公園）- 10日にライブ出演。両日の野球にも参戦[67]。
- スター☆トゥインクルプリキュアLIVE2019 KIRA☆YABA!イマジネーションライブ（2019年9月28日（昼夜2公演）、昭和女子大学人見記念講堂）
- 横浜音祭り2019「スター☆トゥインクルプリキュア」スペシャルステージ振替公演（2019年11月4日（2公演）、ランドマークプラザ・ガーデンスクエア）
- スター☆トゥインクルプリキュア 感謝祭（2020年2月15日・16日、オリックス劇場/2020年2月22日・23日、中野サンプラザホール、全8公演）
- 2021年春のえいたそトキメキお花見コンサート！「チェリーブロッサムバビューイング！☆〜バビューッとキミをゴーインに連れて行くよ花見にね☆」（2021年4月3日、代官山UNIT）
- マキシマムえいたそ秋の大収穫祭コンサート！！！☆〜元気なバビュ見てモリモリ愛を極大げっと♡〜（2021年10月9日、東京キネマ倶楽部）

### ラジオ
- でんぱ組.incのビビッと☆でんぱジャックなう!（2013年1月7日 - 2016年3月28日、エフエム富士）-『GIRLS♥GIRLS♥GIRLS =FULL BOOST=』枠。相沢梨紗と共にパーソナリティー。
- ミュ〜コミ+プラス（2018年4月4日・11日・25日深夜、ニッポン放送）- 水曜日アシスタント。
- JAM GEM DEMPA!!!（2019年4月6日 - 東海ラジオ）- パーソナリティーは成瀬瑛美・鹿目凛・根本凪。アシスタントはGEMS COMPANY。

### ネット配信
- LOVEきゅんフィッシング（2013年 - 2015年、テレ朝動画）
- 水鏡レポート『ブラウザ三国志』『ブラウザ キングダムライジング』（2013年、ニコニコ生放送）
- でんぱ組.inc 成瀬瑛美がアゲアゲでマンガを紹介する番組 （2015年5月22日 - 2016年5月27日、フジテレビオンデマンド、隔週金曜日18:00配信）[43][44]
- 成瀬瑛美のプチ忘年会えい飲みSP（2016年12月23日未明、ニコニコ生放送 でんぱ組.incチャンネル）
- バビュっていいかな！（2017年8月27日 - 不定期、ニコニコ生放送 でんぱ組.incチャンネル）- 上記「えい飲み」のレギュラー化。

### テレビ番組
- でんぱ組.inc 成瀬瑛美がアゲアゲでマンガを紹介する番組 （2015年7月24日、9月17日、2016年1月13日、4月26日、フジテレビジョン）- 上記番組の地上波放送版[68]
- いらこん〈フジテレビからの!〉（2014年5月16日 - 2015年3月20日、フジテレビジョン）[69]
- 発表!全プリキュア大投票（2019年9月14日、NHK BSプレミアム）
- いまだにファンです!（2019年9月29日、テレビ朝日）
- フリースタイルティーチャー Season3（2020年11月30日 - 2021年2月2日、テレビ朝日）
- ノンスタ井上の大冒険〜不思議のおみやげランドマーク〜（2021年4月29日 - 、BS12 トゥエルビ）
- 二畳半レコード（2021年8月8日 - 、福島中央テレビ）
- おしえてキビタン!（2023年4月15日 - 、福島中央テレビ）

### テレビドラマ
- OLですが、キャバ嬢はじめました（2016年6月 - 7月、毎日放送・TBS系）- アリス 役[70]

### テレビアニメ
- アイカツ！（テレビ東京） 挿入歌「Wake up my music」歌唱担当 - 星宮りんご（ミヤ） 役
- ドアマイガーD（2015年1月 - 3月、京都放送 / テレビ神奈川）- 法堂アンナ 役[42]
- まめねこ（2018年1月 - 3月、TOKYO MX）- マジカルMAJIKO 役
- あはれ!名作くん（2018年10月、NHK Eテレ）- えいたそ 役
- プリキュアシリーズ（2019年 - 、朝日放送テレビ） - 星奈ひかる / キュアスター 役
  - HUGっと!プリキュア 第49話（2019年1月27日）[71]
  - スター☆トゥインクルプリキュア（2019年2月3日 - 2020年1月26日）
  - ひろがるスカイ!プリキュア 第10話（2023年4月9日）- エンディング冒頭メッセージ
- それだけがネック（2020年10月27日、テレビ東京） - 海奈 役[72]
- 闇芝居 第9期（2021年7月11日、テレビ東京[73]）

### 劇場アニメ
- プリキュアシリーズ（2019年 - 2023年、東映） - 星奈ひかる / キュアスター 役
  - 映画 プリキュアミラクルユニバース（2019年3月16日）[74]
  - 映画 スター☆トゥインクルプリキュア 星のうたに想いをこめて（2019年10月19日）[75]
  - 映画 プリキュアミラクルリープ みんなとの不思議な1日（2020年10月31日）[76]
  - わたしだけのお子さまランチ（2022年9月23日）[77]
  - 映画 プリキュアオールスターズF（2023年9月15日）

### 映画
- 魔進戦隊キラメイジャー エピソードZERO（2020年2月8日、東映） - キュアスター 役（声の出演）

### ゲーム
- プリキュア つながるぱずるん（2019年2月、バンダイナムコエンターテインメント） - 星奈ひかる / キュアスター 役

### 舞台
- ハッピーマーケット！（2017年11月22日 - 26日、新宿・全労済ホール/スペース・ゼロ）- SOLID STARプロデュース。妖精 スー 役
- 信長の野望・大志-春の陣-天下布武〜金泥の首編〜（2018年5月17日 - 27日、渋谷・CBGKシブゲキ!!）- 八重の方 役（「SIDE 浅井」で担当[78]）
- スター☆トゥインクルプリキュア ドリームステージ（2019年7月 - 2020年1月、全国公演） - 主人公・星奈ひかる / キュアスター 役（声の出演）
- うち劇「タイムリープガール～80's 歌のヒットパレード～」（オンライン配信、2020年6月20日[79]）
- 劇団岸野組「世にもおかしな物語」（2021年5月12日 - 16日、下北沢・本多劇場[80]）
- キューティーハニーCLIMAX（2021年6月17日 - 20日、北千住・シアター1010） - 堕天使オノケリス 役[81]
- 劇団岸野組「極悪鬼道」（2021年9月23日、俳優座劇場） - 日替わりゲスト[82]
- 劇団岸野組1990プロジェクト「石川五右衛門外伝 TOKYO2022春」（本多劇場、2022年3月30日 - 4月3日[83]）

### CM
- プリキュアグミシリーズ（2019年2月 - 、バンダイ）
- プリキュアチョコ（2019年2月 - 、バンダイ）
- ハッピーセット スター☆トゥインクルプリキュア「ワクワクゲート」編（2019年6月 - 、日本マクドナルド）

### その他
- Cheer球部!（2022年 - 、月刊ホビージャパン読者参加企画） - 白波瀬千裕 役[84]

## 書籍

### 写真集
- でんぱ組.incアートブックコレクション（5）「N813」（2017年5月29日、小学館、撮影：渡辺達生、ISBN 978-4-09-682250-0）[85]

### 電子写真集
- 月刊 でんぱ組.inc×米原康正（成瀬瑛美 EDITION） （2013年5月27日、月刊デジタルファクトリー、月刊シリーズ）

### インタビュー
- 読むアイドルマガジン IDOL AND READ 003「成瀬瑛美 マキシマムバビューン!」（2015年3月25日、シンコーミュージック・エンタテイメント、ISBN 978-4-401-77133-2）[86]